# كاميرون تومسون
كاميرون تومسون (بالإنجليزية: Cameron Thompson)‏ هو صحفي وسياسي أسترالي، ولد في 1 أكتوبر 1960 في أستراليا. حزبياً، نشط في الحزب الليبرالي الأسترالي. وقد انتخب عضو مجلس النواب الأسترالي عن دائرة Division of Blair ‏ (3 أكتوبر 1998 – 24 نوفمبر 2007).